# Cyrano et d'Artagnan
Pour le roman D'Artagnan et Cyrano, voir Paul Féval fils
Pour plus de détails, voir Fiche technique et Distribution.
Cyrano et d'Artagnan est un film franco-espagnol d'Abel Gance, sorti en 1964. 
Il s'agit d'une co-production entre France, Espagne et Italie. 

## Synopsis
En 1642, dans un contexte de complots agitant le règne de Louis XIII, Cyrano de Bergerac rejoint les cadets de Gascogne et fait la connaissance de d'Artagnan, mousquetaire du roi. Les deux Gascons deviennent amis et vivent diverses aventures et histoires sentimentales. Le récit suit les liaisons fictives des deux héros avec Ninon de Lenclos et Marion Delorme, et les fait intervenir lors de la conspiration de Cinq-Mars contre le cardinal de Richelieu.

## Fiche technique
- Titre : Cyrano et d'Artagnan
- Réalisation : Abel Gance, assisté de Nathan Juran
- Scénario : Abel Gance, Rafael Garcia Serrano et José Luis Debildos (version espagnole)
- Directeur de la photographie : Otello Martelli
- Architecte-décorateur : Jean Douarinou
- Montage : Eraldo Da Roma et Pedro del Rey
- Musique : Michel Magne
- Costumes : Dario Cecchi
- Genre : Film d'aventure
- Pays :  France,  Italie,  Espagne
- Durée : 145 minutes
- Date de sortie : 
  - France : 22 octobre 1964
  - Espagne : 2 novembre 1964 (Madrid)
- Affiche : Gilbert Allard (France)

## Distribution
- José Ferrer (VF : Jean Négroni) : Cyrano de Bergerac
- Jean-Pierre Cassel (VF : Lui-même) : D'Artagnan
- Sylva Koscina (VF : Martine Sarcey) : Ninon de Lenclos
- Daliah Lavi (VF : Nelly Benedetti) : Marion Delorme
- Rafael Rivelles (VF : Michel Etcheverry) : le Cardinal de Richelieu
- Ivo Garrani : Laubardemont
- Philippe Noiret (VF : Lui-même) : le roi Louis XIII
- Michel Simon (VF : Lui-même) : duc de Mauvières
- Julian Mateos (VF : Michel Le Royer) : Le Marquis de Cinq-Mars
- Laura Valenzuela (VF : Claude Winter) : la reine Anne d'Autriche
- Polidor : Théophile
- Henri Crémieux : Messire Jean
- Gabrielle Dorziat : Françoise D'Artagnan
- André Lawrence : duc de Segorlie
- Josette Laroche : duchesse de Chevreuse
- Diego Michelotti (VF : Jean Berton) : Scarron
- Bob Morel : Porthos
- Carlo Dori : Linières
- Massimo Petroban : Saint-Simon
- Nando Angelini (VF : René Bériard) : le Baron de Colignac
- Fernando Caiati
- Barta Barri (VF : Louis Arbessier) : Tréville
- Mario Passante : père Jean
- Guy-Henry : Athos
- Franco Bevardi : Aramis
- David Montemuri (VF : René Bériard) : Scaramouche
- André Lawrence (VF : Jean-Louis Jemma) : duc de Segorbe dit « La Colombe »
- Vincent Parca : un ami de Cinq-Mars
- José Jaspe
- Enrique Avila
- Vanni Lisenti
- Jesús Puente
- Jacinto San Emerito

## Autour du film
José Ferrer reprend le rôle de Cyrano, qui lui avait valu quatorze ans plus tôt l'Oscar du meilleur acteur dans le film américain Cyrano de Bergerac. Une grande partie du dialogue est rédigée en alexandrins, ce qui fait de Cyrano et d'Artagnan l'un des rares films en vers à n'être pas adapté d'une pièce de théâtre.
Le film a été, à sa sortie, un échec public et critique. L'un des reproches adressés au film concerne le doublage, consécutif à l'emploi d'acteurs étrangers pour des raisons de coproduction. Une partie des interprètes principaux, dont José Ferrer, sont doublés en français. Cyrano et d'Artagnan a été le dernier long-métrage d'Abel Gance, si l'on excepte Bonaparte et la Révolution (1971), remontage de son Napoléon de 1927.